# StG 44
44년형 돌격소총(독일어: Sturmgewehr 44; StG 44)은 제2차 세계 대전 당시 독일군에게 제식화된 돌격소총이며 세계 최초의 돌격소총이다. 2차대전 당시 '기관기총(Maschinenkarabiner)' 계획에 의해 개발된 소총의 최종 형태로, StG 44가 개발되기 전까지 Mkb 42 (H), MP 43 기관단총 (Machinenpistole 43), MP 44 기관단총 (Machinenpistole 44)이란 프로토타입이 존재하나 최종적으로는 StG 44로 양산되었다. StG 44의 설계, 배치와 사용은 보병용 소화기의 일대 혁신을 가져왔으며 오늘날의 근대적인 돌격소총의 선구적인 모델로 평가된다.

## 개발

### 개발 경위
제 2차 세계대전에서 독일군을 끊임없이 괴롭힌 것은 보병 병력의 수가 적고 소총수의 화력도 부족했다는 점이었다. 독일군의 보병 전술에 의하면 보병의 화력의 요점은 기관총이며, 소총병의 임무는 기관총병을 엄호하는 것으로 되어 있다. 기관총병의 주력 화기였던 MG 34와 MG 42는 고화력의 뛰어난 다목적 기관총이지만, 중량급기관총의 낮은 기동력이 문제가 되었다.
수비대는 고정 진지에 있기 때문에 기관총의 중량 제한은 가지 않았지만 육군이 재빠르게 이동, 공격을 실시하는 전격전이 확대하는데 따라 끊임없는 화력 부족이 문제로 판명되었다. 이 문제는 특히 시가전에서 확대됐다. 적병이 다음의 건물에 숨기 전에 제압 사격을 실행하기 위한 기관총을 수반시키는 것이 어려웠기 때문이다.
제 1차 세계대전 당시의 소총들의 유효사거리는 800 m 이상을 원하는 반면에 제2차 세계대전으로 넘어오며 기계화 부대를 병행해 신속한 기동과 기습으로 일거에 적진을 돌파하는 기동작전을 뜻하는 전격전(電擊戰, blitzkrieg)의 등장으로 보병간 교전거리는 300~400 m로 극히 짧아졌다. 이 거리를 보다 효과적으로 제압하는 신병기의 개발이 추진되어야만 했으며 독일군은 MP 40 기관단총이 사용하는 9 mm 권총탄보다 강하고 7.92 mm 소총탄보단 위력이 약한 총탄을 가능한 많이 발사할 수 있는 새로운 화기의 필요성이 대두되었다.

### 신형탄약의 개발

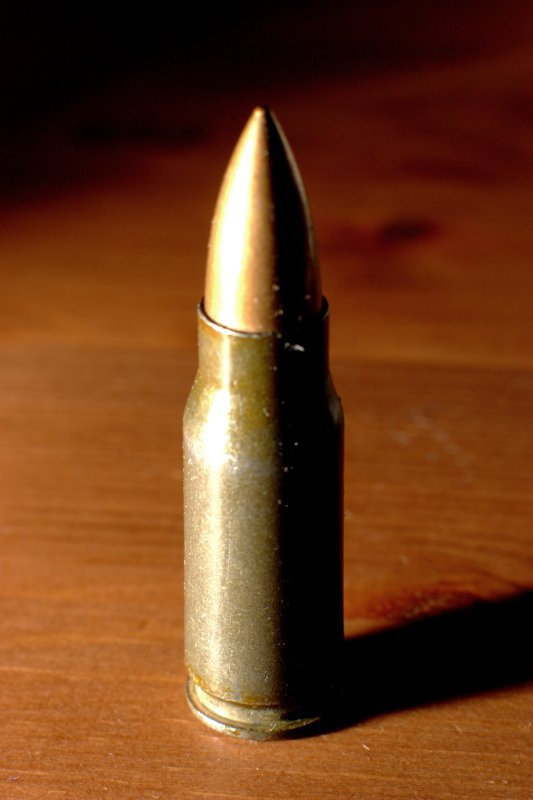
7.92x33mm Kurz

분대 지원용 자동 화기의 연구는 계속됨과 동시에, 제 1차 세계대전 이후로 교전거리가 급격하게 짧아지자 기존의 소총탄이 불필요하게 강하다고 평가되기 시작했다. 강력한 소총탄은 보다 먼 유효사거리를 제공하지만 반동제어와 중량화되는 화기의 무게 등의 문제로 제어가 용이하지 못하다. 이 문제에의 해결책은 소총탄과 권총탄의 중간의 탄약을 사용하는 것이었다.
이 중간 탄약의 개발은 1930년대부터 진행되었지만 군은 남아도는 소총탄과 보급의 문제를 염두에 두고 그 사용을 끊임없이 거부해 왔다. 비로서 1941년에서야 신탄약으로 7.92x33mm Kurz(단소탄 = Kurzpatrone)이 선택되었다. 구경이 기존의 소총탄인 7.92x57mm와 같은 동구경이라 생산설비를 유용할 수 있는 이점이 있었다.

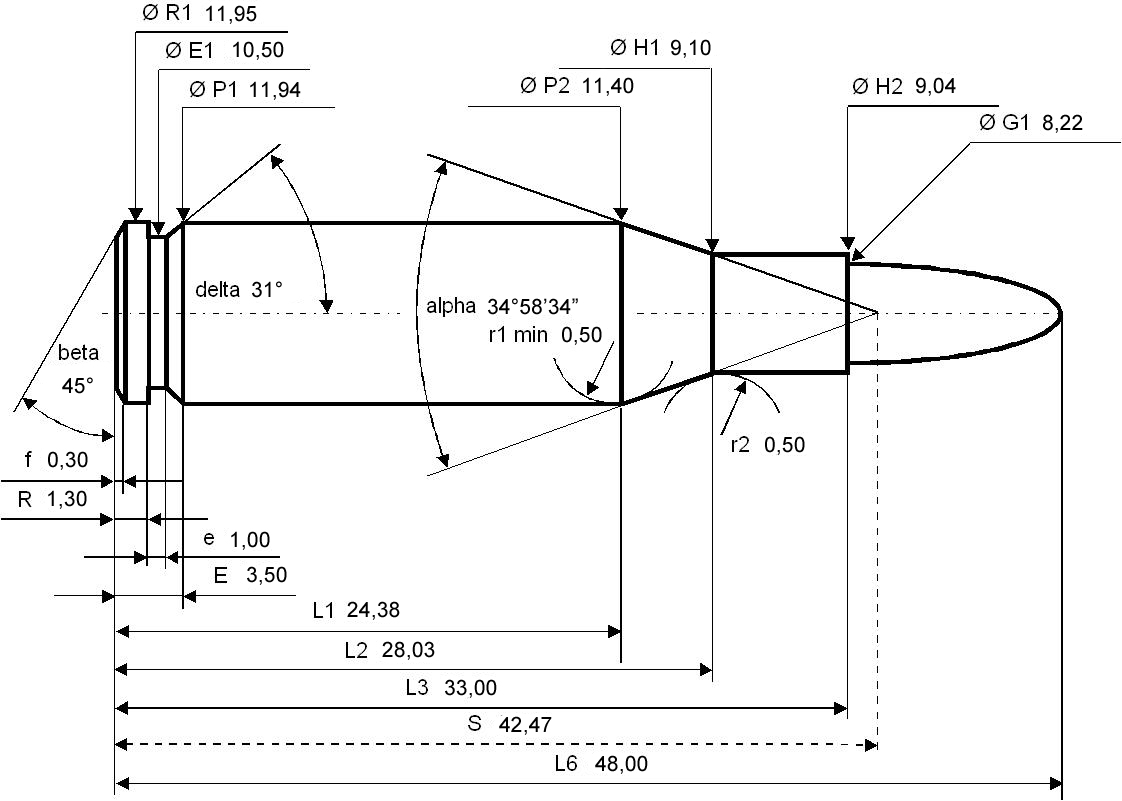
7.92x33mm Kurz의 치수

### 신무기의 탄생
단소탄을 이용한 자동소총의 개발 계약은 '발터(Walther)'社와 '헤넬(Haenel)'社의 양쪽 모두에 보내졌다 (설계 그룹은 휴고 슈마이저에 의해 통솔되었다). 이 소총에 대한 요구는 분당 360~450발의 발사속도와 사막이나 한랭지(寒冷地)에서도 사용할 수 있어야 한다는 것이었다. 그들은 Maschinenkarabiner 1942 (MKb 42), 문자 그대로 '기관 카빈총'의 이름으로 무기를 제출하도록 요구되었다. 이렇게 개발되어 나온 두 신무기는 둘 다 다른 회사에서 제작된것에 불구하고 상당히 닮은 모양으로 설계되었다. 둘 다 철판 프레스공작으로 만든 가스작동식 이었으며 반자동과 완전자동의 발사 모드를 갖추고 있었다. 주로 반자동을 사용했으며 완전자동으로의 발사는 비상사태시 상부의 허가에만 사용이 가능했다.

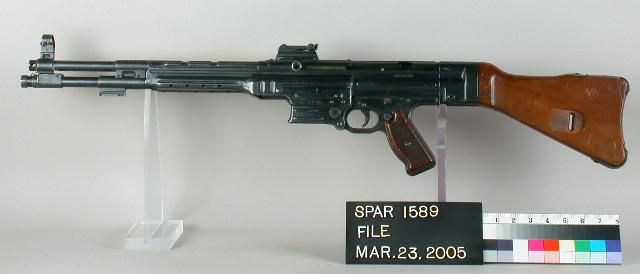
헤넬사 설계의 MKb42(H)

헤넬사 설계의 오리지날판 MKb 42(H)는 오픈 볼트, 스트라이커식이다. 리시버와 피스톨 그립식의 트리거 하우징등 대부분의 부품이 강철로 프레스가공 되어있어 대량 생산에 적합한 구조를 가지고 있었다. 게다가 기관부에 개폐 구조를 채용해, 분해/청소를 단시간에 할 수 있도록 되어있다.

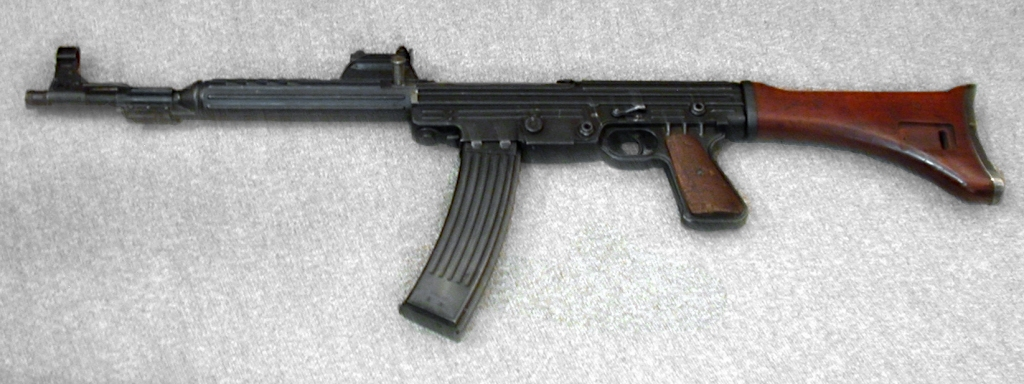
발터사 설계의 MKb42(W)

발터의 모델은 MKb 42(W) 4,500정이, 헤넬사의 MKb 42(H) 모델은 8,000정을 생산해서 동부전선의 일선부대에게 지급됐다. 두 총들이 모두 실험대에 오른것이다. 이 단계에서 발터사의 MKb 42(W)은 피스톤 메커니즘에서 결함이 발견되었다. 한편 MKb 42(H) 1942년 겨울 동부전선에서 고립된 부대에 이 총을 공수 보급해 주었더니 압도적인 화력으로 포위를 분쇄하고 탈출한 일화를 기록하게 되었다.
이에 독일군부는 헤넬社의 MKb 42(H)가 발터社의 MKb 42(W)보다 우수한다고 판단, 군부는 착검 장치 추가와 강선 피치 변경등의 몇가지 개량을 더한 다음버전을 헤넬社에게 요구했다. 이것들을 변경한 양산 선행품을 1942년 11월에 전장에 보급했고, 이를 지급 받은 병사는 곧 이 신화기를 애용하기 시작했으며 요구량도 높아졌다. 이에 힘입어 한층 더 변경점을 더했는데 주된 변경점은 배협부에 경첩식 커버를 장착해 행동중의 정비를 용이하게 한 것이다. 또, 스코프 장착용의 레일도 장착되었다. 이러한 변경점을 더한 MKb 42(H)는 1942년 11월에서 1943년 6월까지, 11,833정이 실전 시험용으로 양산되었다.

### 개발과 난항 그리고 눈속임
신무기가 한창 개발 중인 1942년 후반에는, 제3제국 내에서의 내부 항쟁이 최고로 격화되고 있었을 때였다. 히틀러는 더욱 더 혼란에 빠져 헤르만 괴링이 제작시킨 FG 42의 개발과 육군의 Gew 41 반자동소총의 개발을 중지시킬 뿐만 아니라, 모든 신무기 개발 계획을 중지시켰다. 애석하게도 여기에는 MKb 42(H)도 들어가 있었다. 이 소총은 단소탄이라는 새로운 탄약을 사용하기 때문에 군의 배급적 혼란문제를 히틀러가 염려했던 것도 한 요인이다.
중지된 MKb 42(H)는 분명 우수한 무기였음으로 총통의 반대를 무릅쓰고 개발을 몰래 추진하기 위해 '눈속임'으로 기존의 소총탄을 사용하는 신 계획 MKb 43(G)를 착수하였다. 실은 이것을 양산하는 의도는 없었지만 히틀러가 소총 개발 상황에 대해 물었을 때에 항상 이 소총의 프로토타입을 보여주기 위함이었다.
그 사이에 원래의 MKb 42(H)는 명칭을 Maschinenpistole 43 (MP 43 ; 43년형 기관단총)이라고 불러 기존의 기관단총의 개량판이라고 위장시켰다. 그러나 이러한 계획의 진상이 밝혀지고 히틀러는 한 번 더 이 계획을 중지하라고 명령했다. 그러다가 1943년 3월에는 평가 목적을 위해서 계획의 계속을 인정했으며 그 후, 전장으로부터의 매우 좋은 전투 보고를 받아 히틀러는 계획을 계속 실행하는걸 인정, MP 43의 제조는 9월까지 계속되었다. 이후, MP 44에서 StG 44까지 발전하게 된다.

## 생산

### MP 43, MP 43/I로 변경
기존 오픈 볼트(개방 노리쇠) 작동식의 MKb 42(H)는 MP 43(A)로 명명되었다. 이후 작동방식을 클로즈드 볼트(폐쇄 노리쇠) 작동식으로 변경하였고 이 버전은 MP 43이라고 불리기 전에 일단 MP 43/I라고 명명되었다. MKb 42(H)는 MP 43/1이라는 변천과정을 거치고 다시 Maschinenpistole 43 (MP 43)이라고 불린 것이다. 흔히 알려진 MP 43이라는 명칭 외에도 MP 43(B)라 불리기도 한다. (MKb 42(H)는 MP 43(A)로 불린 다음 MP 43/II로 다시 재명됐다는 말도 있으나 출처 필요)
MP 43과 MP 43/I의 차이점은 매우 적지만 명백한 차이로서 확인할 수 있다. 일단 MP 43/I의 작동 방식은 클로즈 볼트로 MP 43과 같다. 단지 총구 부분은 볼트식 그레네이드 런쳐(총류탄발사기)를 달기 위해 볼트를 넣는 구멍에 여분이 있고(MKb 42와 동일), 바렐너트도 MKb 42와 동일한 것이었다.

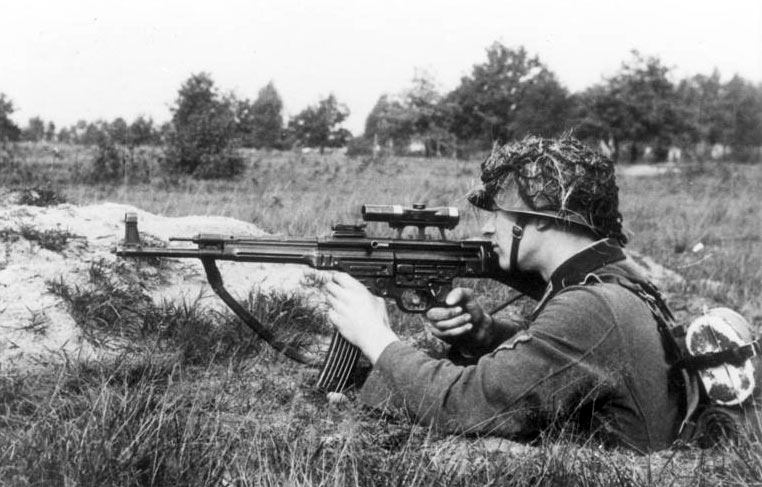
ZF4 조준경이 장착된 MP43/I 돌격소총을 사용하는 독일병사 1943년 10월

바렐은 MP 43이 총구를 방향으로 한층 절삭 가공된 것에 반해, MP 43/I의 바렐은 같은 지름으로 이어져 있다. 프론트 사이트 기부(基部)의 모양도 크게 다르다. 또 리어사이트 기부에는 ZF41 조준기를 달기 위한 레일이 프레스되어있다. 시리얼 넘버는 a계열과 b계열이 있으며, a계열의 리어사이트에는 조준기를 달기 위한 레일에 조준기를 고정하기 위한 틈새가 있었다. MP 43 이후, Kar98k용 그레네이드 런처를 이용하기 위한 프론트사이트 기부의 형상이 개선되었다.

### MP 44, StG 44로 변경
1944년 4월 6일, 히틀러는 다음과 같이 명령했다.
1. 기존의 MG 42 기관총은 향후도 같은 명칭을 유지한다.
2. 기존의 Gewehr 43 반자동 소총은 Karabiner 43 (K43) 반자동 소총으로 명명한다.
3. 기존의 신무기인 MP 43은 MP 44으로 명명한다.

위와 같은 히틀러의 명령에 따라 MP 43의 명칭은 MP 44로 변경된다. 이후 1944년 7월의 동부 전선의 지휘관들의 여러번의 회합에서 "가장 필요한 것은?"이라는 히틀러의 질문에 대한 가장 보편적인 대답은 "좀 더 많은 MP 44"이었다. 이 대답은 히틀러에게 조금 혼란을 일으켰지만, 일단 무엇이 필요한가를 히틀러가 깨달았을 때 히틀러는 MP 44를 풀 생산하는 허가에 합의했다. 선전적으로도 승리하는 예측하며 이것이 새로운 클래스의 소총인 것을 강조하기 위해 1944년 11월 문자 그대로 '1944년형 돌격소총'인 Strumgewehr 1944(StG 44)라고 이름 붙였다. 현대의 돌격소총의 원조로 불리는 유명한 StG 44라는 명칭이 이렇게 탄생된 것이다.

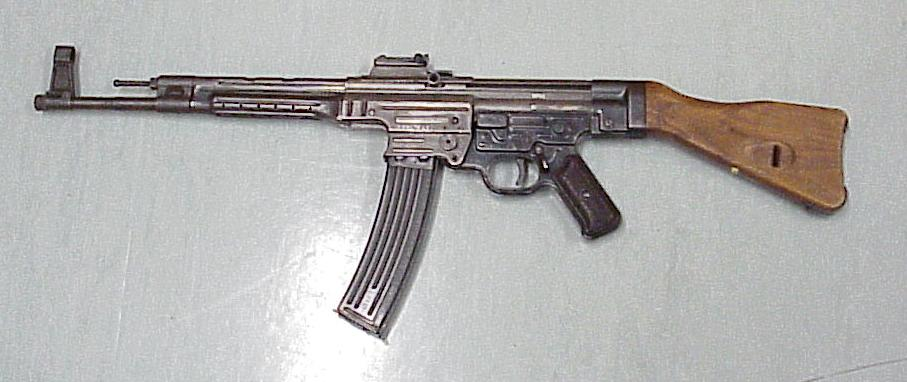
StG44

돌격소총으로써의 StG 44는 근접전에서의 유효사거리는 300 m로써 (기관단총은 200 m)보다 고정밀도의 사격도 가능해졌다. 표준의 소총 교전거리인 500 m 이상의 장거리에서는 사정거리도 위력도 다소 약했으나 실전에 투입된 상당수는 시가전 등 근거리에서의 전투나 삼림 지대에서의 전투였으므로 그다지 문제는 되지 않았다. 그리고 탄속은 647 m/sec, 분당 발사속도는 600발/분으로, 강력한 화력을 제공하였다.
StG 44의 중량은 비장전시 5.2 kg였으며 이는 제식소총인 Kar98k이 3.7 kg인데 비해 다소 무거웠는데 이는 전쟁 말기에 목재 부족 때문에 금속부품이 많이 쓰였기 때문이다. 단 전자동사격시 무게가 반동을 상쇄시키는 효과가 있었으며 당시 기관단총을 제외한 전자동발사기구를 갖춘 총기들은 모두 8~10 kg을 훌쩍 넘는 것이 대부분이었기에 StG 44는 오히려 더 가벼운 편이라고 말할 수 있다.
종전까지, 파생형을 포함해 425,977정이 양산되었다. 그러나 독일은 제공권을 장악한 연합군의 괴멸적인 수송로의 집중 폭격으로 실제로 생산량의 약 30%만 전선에 도달할 수 있었다. 이는 독일군이 예상한 양의 10%에 불과하여 전쟁의 승패에 큰 영향을 미치지 못하였다.

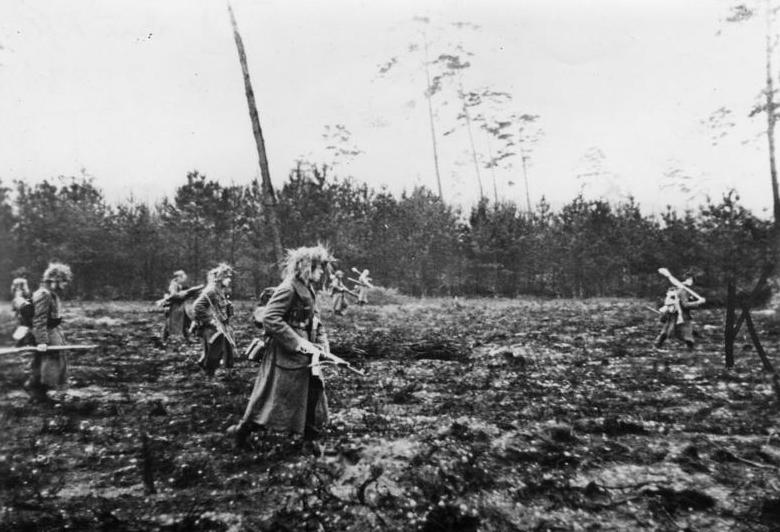
StG44를 무장한 독일군,1944년

그러나 StG 44는, 특히 동부전선(이 총이 최초로 테스트된 장소이기도 하다)에서 매우 효과적이고 실용적인 총인 것을 실증했다. StG 44를 장비한 돌격병은 MP 40로는 부족한 사정거리에서도, 또 Kar98k로는 너무 가까운 시가전에서도, 유연하게 대응할 수 있었다. 또 경기관총을 대신에 한정적인 제압 사격으로 엄호를 실시하는 것조차 가능했다. MP 43/MP 44/StG44의 혁신성은 종전 후도 퇴색하는 일 없이 후속 돌격소총들의 개발에 방대한 영향을 주었다.
광학장비로는 높은 명중률을 이용해 ZF41, ZF4 스코프를 장착할 수 있었다. 1.5배율의 ZF41 스코프는 리어사이트에 부착된 레일에 장착할 수 있었으며 4배율을 가진 ZF4스코프는 총기의 우측면에 레일을 부착했을시 이를 이용해 사용할 수 있었다. 총류탄발사기(G.Gr.Ger.)를 장착해 사용하기도 했다.

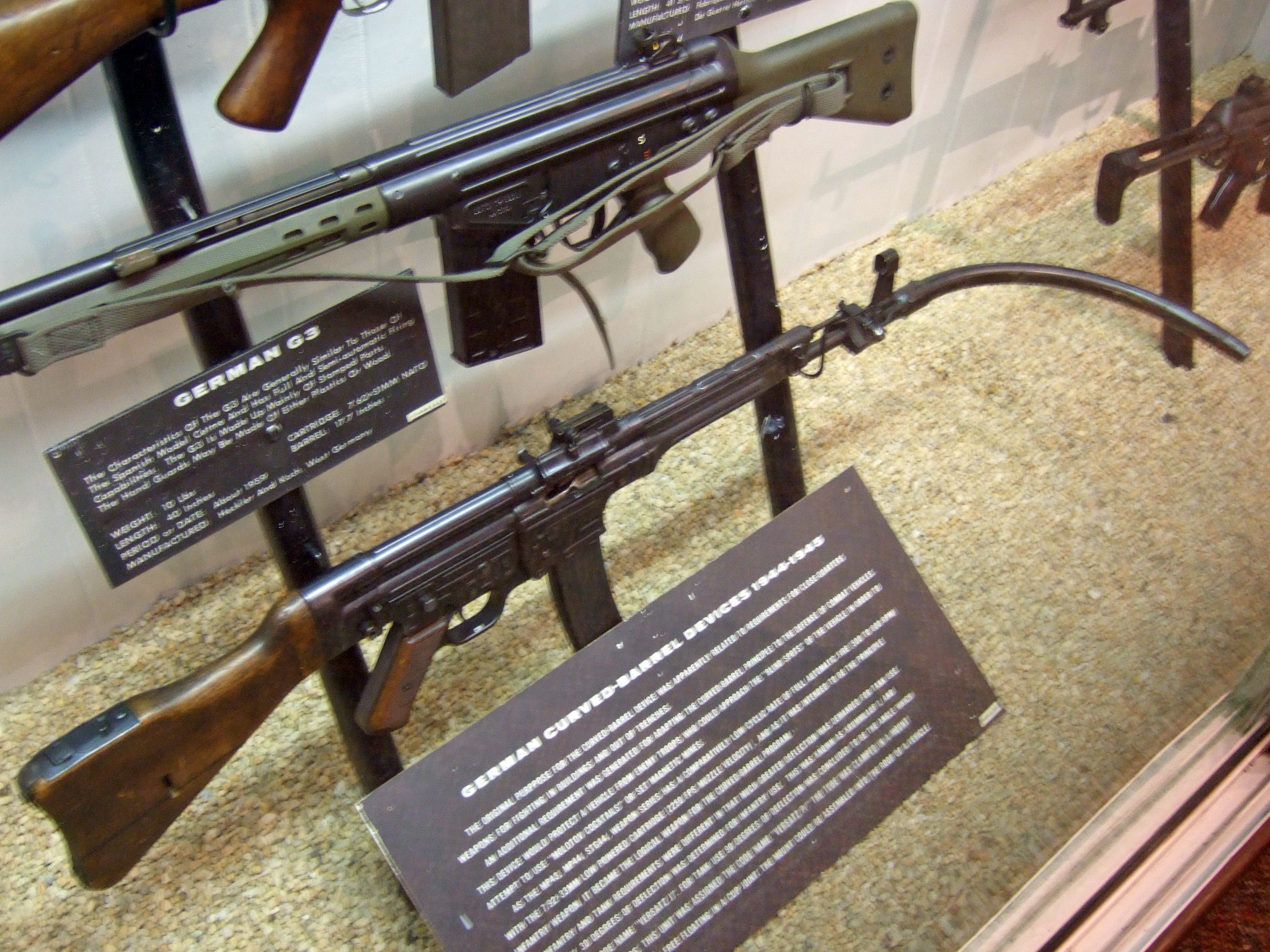
곡사총신 크룸 라우프(Krumm lauf)를 장착한 StG44

그리고 곡사총신이라고 불리는 크룸 라우프(Krumm lauf)를 총구 앞에 달아 고정해서 쏘며 시가전이나 참호전, 전차 승무원용으로도 사용되었다. 보병용 'I'버전과 전차병용 'P'버전으로 휨각도는 30도 45도 60도 90도가 있다. 30도의 StG 44용의 'I'버전은 소수가 생산되었으나 수명이 짧아 실용성은 낮았다.
특이하게도 적외선 조준경도 설치할 수 있었는데 이른바 흡혈귀라는 뜻의 밤피르(Vampir)라고 부르는 ZG1229 적외선 액티브 야시경으로써 심야 전투에서도 높은 전투 잠재력을 가질 수 있다.
MP 43, MP 44, StG 44는 사소한 개량을 더해 이름을 바꾸었을 뿐, 거의 동일한 무기이다. StG 44에서 StG는 'Strumgewehr'의 준말로 Sturm = '돌격', Gewehr = '소총'이란 뜻으로 일반적으로는 '돌격소총'이라고 번역된다. 이 돌격소총이란 새로운 개념은 1차 세계대전처럼 사거리 1,000미터 정도의 거리를 두고 싸울 이유가 전혀 없는 새로운 전장 환경에 적응한 산물이다. 2차대전 말엽에 등장한 이 StG 44 덕분에 2차대전이 끝나고 지금까지 전 세계의 모든 국가들은 돌격소총이란 개념을 받아들였고, 아직까지 그 개념은 깨지지 않고 면면히 흘러내려와 지금의 상황에 이르른 것이다.

### MP 45, MP 45(M) 말기의 타입
기존의 StG 44를 좀 더 간략화시킨 MP 45도 존재 한다. 1944년부터 전쟁이 끝나기 전까지 StG 44를 제작하던 헤넬社는 생산공정을 더 간략화하여 생산단가와 생산시간을 더 끌어올리려는 노력이었다. MP 45에서는 이러한 부분을 잘 찾아 볼 수 있다. 탄창 하우징 형상이 StG 44와 다른 점이 그 특징이다.
헤넬사와 발터사 뿐만이 아니라 마우저사도 돌격소총의 개발을 독자적으로 착수했다. 이어서 블로우백 방식을 채용한 StG 45(M)의 프로토타입을 개발하였다. 이전에 이미 개발된 Mauser Gerät 06 돌격소총의 기계구조를 그대로 이용한 것으로 Roller-delayed 폐쇄구조를 가진 블로우백 작동방식을 이용하고 7.92 x 33 mm구경의 탄환을 분당 450발 발사했다. 이전에 사용하던 30발 탄창과 혼용할 수 있었고 포복자세시 더욱 사용하기 편리한 10발짜리 짧은 탄창 또한 사용할 수 있었다.
StG 45(M)는 StG 44를 대신하여 사용될 수 있도록 예정됐다. 2차대전말 떨어진 독일의 공업능력을 고려해 StG 45(M)는 StG 44보다 값이 싸고(StG 44는 70마르크, StG 45(M)은 약 45마르크) 생산시간이 짧았기 때문이다. StG 45(M)은 독일군에게 보급되지 못했다. 단지 30정만이 전쟁이 끝나기 직전에 생산되었을 뿐이었다. 내부도 간단했고 고장도 적었지만, 너무 늦은 1945년이라 실전사용은 되지 못했다. 그러나 후에, CETME, H&K G3 및 H&K MP5에 인계되었다.

## 전쟁 후 영향
전쟁 후 소련은 타국보다 신속히 돌격소총의 개념을 적응시켰다. AK-47은, StG44와 같이 분류된 탄약을 사용해 설계 사상을 계승했다.
AK-47의 개발자인 미하일 칼라시니코프는 AK-47를 개발할 당시에 StG44를 몰랐다는 주장과 설이 있지만 당시 StG44는 거의 모든 연합군의 총기제작 설계 데스크에 연구용 샘플로 올라왔던 사실을 감안하면 설득력이 떨어진다.
게다가 1945년 말 독일의 패전이 코앞까지 다가왔을 때 미국과 소련은 당시 독일 기술자 영입에 집중하게 된다. 이러한 상황에서 독일 총기 공장지역이 소련군에게 점령되고 두 천재적인 총기 기술자들이 소련군에게 체포된다. MP40와 StG44를 개발한 휴고 슈마이저(Hugo Schmeisser)와 MG 42기관총을 개발한 베르너 그루너(Werner Gruner)이다. 또한 이들은 지휘 하에 배치됐고 소련군의 개인화기 개발을 가속화 시킨 것이다.
이러한 상황으로 AK-47은 소련군이 MP40, StG44, MG 42 개발자와 수만 장의 도면을 참조하고 StG44의 탄약에도 큰 영향을 받았으며 StG44의 사용목적과 개념을 그대로 따라했다. 양 탄약의 탄도 성적도 거의 비슷하다. 다만 내부의 기계적 구조는 차이가 났다. 이 AK-47 소총은 돌격소총의 개념을 보다 넓히게 했다.
또한 AK-47의 개발자인 칼라시니코프는 2009년이 돼서야 비로소 자신이 AK-47를 개발할 때 StG44를 개발한 총기제작사 후고 슈마이저(Hugo Schmeisser)의 도움을 받았다고 인정했다. 이로써 당시 칼라시니코프가 AK-47를 개발할 때 StG44를 전혀 보지 못했다는 주장은 신빙성을 완전히 잃게 되었다.
그리고 AK-47보다 M16도 기술적으로 StG 44의 영향을 받은 부분이 많다. M16의 프로토타입 제작 당시 StG44의 먼지덮개와 완충 스프링을 그대로 이용했다. 이외에도 독일 기술자들이 2차대전 직후 망명한 스페인과 아르헨티나에서 이 총을 무단복제했는데 후일 서독군의 제식총 자리를 꿰차는 G3 소총의 원형이 되는 스페인의 세트메(CETME) 소총은 사실상 StG44, StG 45(M)의 최종 개량형에 가깝다.
전쟁 이후 생산시설을 접수한 소련에 의해 전후에도 한동안 생산되어 주로 소련 위성국들에게 넘겨져 재무장 용도로 사용되었고 AK-47이 등장한 후에는 제3세계에 넘겨졌다. 동독의 경우 89년 체제 붕괴시까지 일부 부대에서 현역으로 쓰기도 했다. 또한 원래 생산시설을 전쟁 배상금조로 독일에서 뜯어간 나라들이 있는데 유고슬라비아가 그 좋은 예로서, 유고 내전이나 아프리카 분쟁지역 등지에서는 지금도 모습을 드러낸다. 동독의 경우는 Polte에 위치한 제4공장에서 1958-1961년까지 StG44의 전용탄을 생산했다.

## 전시 바리에이션
MKb 42(W) - 발터사의 프로토타입 돌격소총 모델이며 메커니즘에 문제가 발견되었다.
MKb 42(H) - 헤넬사의 프로토타입 돌격소총 모델이며, 독일군에게 채택되어 StG 44의 원형이 되었다.
MKb 42(A) - Anker사가 설계한 프로토타입 돌격소총으로 7.92x33mm kruz 단소탄을 이용한다는 것 외엔 전혀 알려진 것이 없다.
MKb 42(G) - Gustloff Werke사의 프로토타입 돌격소총으로 양산하는 의도는 없었지만 히틀러의 눈속임을 위해 존재한 것이다.
MP 43, MP 43/I, MP 44 - 이름이 StG 44로 명명되기 전 명칭으로 서로 사소한 차이만 있을 뿐, 모두 같은 총기라 봐도 무방하다.
StG 44 - 인류역사상 최초의 돌격소총으로 독일군에게 제식화되어 사용됐다.
StG 45(M) - 마우저사가 제작한 프로토타입 돌격소총이다.
MP 45 - 헤넬사의 간략화된 프로토타입 돌격소총으로 내부구조는 StG 44와 비슷하지만 생산공정이 간략화되었다.